# Magic Windows
| 전문가 평가                          | 전문가 평가 |
| 평가 점수                            | 평가 점수   |
| 출처                                 | 점수        |
| ------------------------------------ | ----------- |
| AllMusic                             | [ 1 ]       |
| The Penguin Guide to Jazz Recordings | [ 2 ]       |
| The Rolling Stone Jazz Record Guide  | [ 3 ]       |

《Magic Windows》는 1981년 9월 29일, 컬럼비아 레코드에서 발매된 미국의 재즈 피아니스트 허비 행콕의 서른두 번째 스튜디오 음반이다.

## 배경
이 음반은 음반의 네 곡을 공동 작곡한 부 프로듀서 제프리 코언과의 협업을 이어간다. 또한 〈Satisfied with Love〉라는 곡은 그의 여동생 진 행콕이 공동 작곡했다. 이 음반에 참여한 음악가로는 기타리스트 와 와 왓슨, 레이 파커 주니어, 아드리안 벨류, 보컬리스트 실베스터, 타악기 연주자 실라 E., 파울리뉴 다 코스타 등이 있다.

## 곡 목록
| #  | 제목                          | 작사·작곡                                | 재생 시간 |
| -- | ----------------------------- | ---------------------------------------- | --------- |
| 1. | 〈Magic Number〉              | 데이비드 루빈슨, 허비 행콕, 제프리 코언  | 7:24      |
| 2. | 〈Tonight's the Night〉       | 행콕, 코언, 레이 파커 주니어             | 6:31      |
| 3. | 〈Everybody's Broke〉         | 알퐁스 무존, 개빈 크리스토퍼, 행콕, 코언 | 7:11      |
| 4. | 〈Help Yourself〉             | 루빈슨, 크리스토퍼, 행콕, 코언           | 6:43      |
| 5. | 〈Satisfied with Love〉       | 행콕, 진 행콕                            | 6:31      |
| 6. | 〈The Twilight Clone (기악)〉 | 아드리안 벨류, 행콕                      | 8:19      |